# Đè nén tình ái

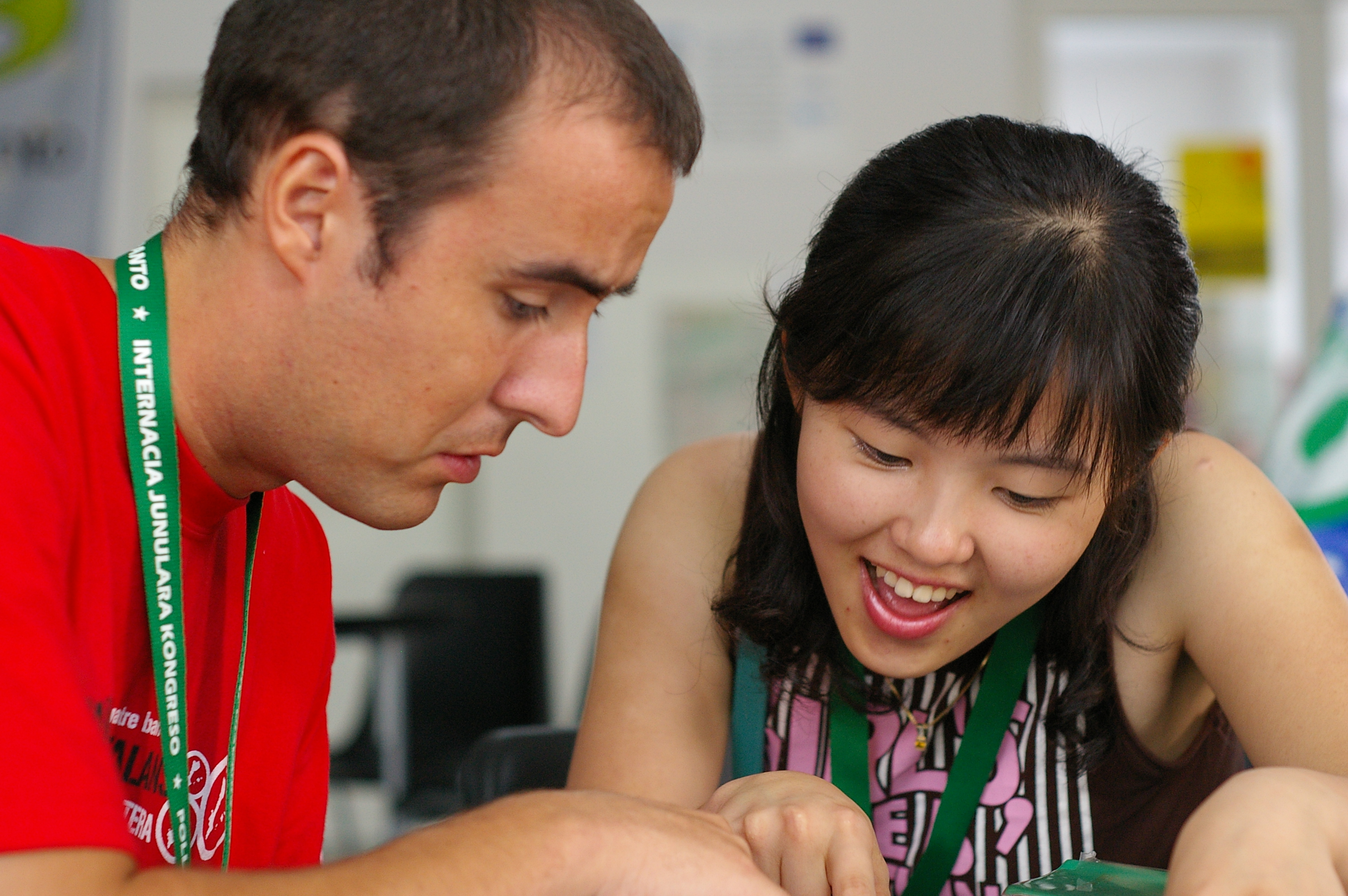
Bối cảnh cho thấy người nam có vẻ căng nén tình ái (có nét gượng gạo) khi sát người nữ (có vẻ thoải mái, tự nhiên hơn) trong tình huống gần gủi thể xác

Đè nén tình ái hay tình ý giằng xé (Sexual tension, nghĩa đen là "căng thẳng tình dục") là một sự hấp dẫn thể chất mạnh mẽ, thường bị kìm nén bởi các rào cản cá nhân hoặc xã hội, sự e ngại hoặc sự không chắc chắn về cảm xúc của đối phương, tạo ra cảm giác căng thẳng và mong đợi. Đây là một tình cảnh tâm trạng diễn ra khi hai cá nhân (hoặc một trong hai) đều cảm thấy có sức thu hút lẫn nhau, có sự rung động, tình ý với nhau, khởi lên sự ham muốn, động lòng phàm (hấp dẫn tình dục), nhưng không thực sự đến với nhau, không tiến xa hơn (không có sự thỏa mãn, sự giao hợp) và suốt thời gian này hai bên trải qua một tâm trạng phức tạp, khó tả (trạng thái cảm xúc và tâm lý phức tạp), đặc trưng bởi sự mong muốn, để tâm, xao xuyến, cảm giác về nhau nhưng xen vào đó là cả một sự ngăn cách vô hình về mặt cảm xúc giữa hai người, một bầu không khí nặng nề, ngột ngạt do trạng thái bị kéo căng, giằng co, đè né, cảm xúc mãnh liệt giằng xé, bế tắc, chưa được giải tỏa. Trạng thái này thường biểu hiện qua những tín hiệu phi ngôn ngữ như ánh mắt nhìn nhau không chớp, những đụng chạm cơ thể vô tình nhưng gây xao xuyến, ngượng ngùng, lúng túng khi ở gần nhau. Một tình huống phổ biến là khi hai cá nhân gần nhau, chẳng hạn như đồng nghiệp hoặc trong một nhóm bạn bè, nhưng không tiến đến quan hệ tình ái để tránh sự khó xử, sự ngượng ngùng hoặc vì những lý do khác. Trong văn hóa đại chúng, mối quan hệ giữa Batman và Catwoman là một điển hình. Đây cũng là tình huống khi một người muốn gần gũi với người khác, song có nhiều lý do để dừng lại, hoặc không tiến tới, đi xa hơn. Tình huống này có thể xảy ra ở những đôi yêu nhau hoặc mối quan hệ ngoài yêu đương, thể hiện tình huống cảm thấy khó chịu, khó xử, giằng xé khi bị thu hút bởi một người và muốn gần gũi với họ nhưng không thể. Về cảm xúc, người ta thường cảm thấy bồn chồn, phấn khích, lo lắng và liên tục nghĩ về đối phương, cảm nhận mạnh mẽ về sự hiện diện của người kia dù có thể không cần quan sát cùng với mong muốn thu hẹp khoảng cách không gian nhưng lại muốn giữ khoảng cách, thậm chí có biểu hiện gây hấn (Aggressive).

## Đại cương
Sự dồn nén cảm xúc thường xảy ra giữa các cá nhân khi mối quan hệ gần gũi và thường tán tỉnh nhau, nhưng những người trong cuộc lại phủ nhận hoặc kìm nén tình cảm của họ dành cho nhau (thường được mô tả một cách bóng gió, tế nhị hơn qua các cụm từ như "tình trong như đã, mặt ngoài còn e") điều này nảy sinh ra từ chính việc kìm nén, trì hoãn hành động, chứ không phải từ sự ghét bỏ hay mâu thuẫn. Đó là sự căng thẳng của việc "muốn mà không thể", "khát khao nhưng phải giữ khoảng cách". Trong khi đó, bạn bè hoặc đồng nghiệp khác có thể nhận thấy rõ ràng sự khó xử, gượng gạo đó. Khi những người có sự dồn nén tình ái này có quan hệ thể xác với nhau thì mối quan hệ có thể trở nên phức tạp và khó xử nếu đổ vỡ trong tình cảm. Căng thẳng tình ái cũng có thể xảy ra khi hai cá nhân trước đây đã từng có quan hệ tình dục vẫn cảm thấy bị thu hút bởi nhau, nhưng không muốn quan hệ tình dục nữa vì sợ ảnh hưởng đến hoàn cảnh xã hội hiện tại của họ—chẳng hạn như duy trì mối quan hệ với một đối tác bạn tình khác. Nó cũng có thể xảy ra trong những tình huống khi hai cá nhân có mối quan hệ không có tiếp xúc thể xác, như trong mối quan hệ xa.
Tâm lý này là một đặc điểm phổ biến trong các tác phẩm hư cấu. Khao khát bị kèm nén này thường được gợi lên bởi những tình tiết thân mật, ví dụ, khi hai nhân vật ở riêng và gần nhau (hoặc thực sự chạm vào nhau), nhưng ham muốn không bao giờ được thể hiện rõ ràng. Một chủ đề phổ biến khác là các nhân vật phát triển sự quan tâm đến nhau trong suốt câu chuyện, và nếu điều này được thực hiện một cách khéo léo, khán giả có thể nhận ra sự hấp dẫn, cuốn hút ngày càng tăng. Căng thẳng tình dục làm tăng cường sự gắn kết của khán giả với tất cả các nhân vật liên quan. Tuy nhiên, như một số bộ phim truyền hình đã nhận ra trong nỗi buồn của họ, căng thẳng tan biến khi các nhân vật hòa hợp với nhau trong bối cảnh tình dục. Nó không giống như bạo lực, thứ tạo nên "dấu ấn" của nhân vật phản diện và khiến sự nguy hiểm tiếp theo trở nên mạnh mẽ hơn. Thay vào đó, sự thỏa mãn tình dục có tác động tương tự lên căng thẳng tình dục như cái chết của nạn nhân đối với nguy hiểm. Không phải tất cả vấn đề liên quan đến căng thẳng tình dục đều nên được được giải quyết mà nên cân nhắc hành động dựa trên tình hình thực tế. Nếu cảm giác ham muốn chỉ xuất phát từ một phía, tốt nhất nên tìm cách tránh sự cám dỗ, còn cảm giác căng thẳng cũng giống như màn dạo đầu, càng tạo ra sự kích thích và mong đợi thì càng trải nghiệm. Phật giáo nhìn nhận hiện tượng này như một dạng của phiền não do chấp thủ vào mong cầu tham luyến, tham ái/vô hữu ái (Taṇhā).